# Mazama
Els mazames (Mazama) són un gènere de cèrvids. Tenen una mida petita (8 a 25 kg), viuen majoritàriament en boscos i es troben a la península del Yucatán, Sud-amèrica (inclosa la selva amazònica) i l'illa de Trinitat. S'assemblen a les espècies de duiquer però no hi estan estretament relacionades. N'hi ha deu espècies conegudes. El nom «mazama» deriva del nom nàhuatl mazame, el plural de mazatl, 'cérvol'.
Són animals nocturns que no corren gaire però s'amaguen molt bé al bosc. S'alimenten de fulles, herbes i brots i també dels fruits madurs que cauen dels arbres. Viuen en parelles o en grups.
Els mascles tenen dues banyes curtes no ramificades. A diferència de la majoria de cèrvids, tenen la creu més baixa que la gropa, el que els ajuda a moure's entre la vegetació.